# Başkənd (Ordubad)
Başkənd è un comune dell'Azerbaigian situato nel distretto di Ordubad.